# アヴァンティ国
アヴァンティ国（サンスクリット: अवन्ति Avanti）は、古代インドにあった国。インド中西部のマールワー地方（現在のマディヤ・プラデーシュ州）西部にあたる。首都はウッジャイニー（ウッジャイン）。

## 概要
アヴァンティ国はマガダ国、コーサラ国、ヴァツサ国とならんで、仏陀の時代の北インドに存在した四大国のひとつである。十六大国の中にも含まれることが多いが、その中でもこれらの四大国は部族制から脱し、強大な権力を握った専制的な王によって支配される国であり、また血縁によらない官僚群と軍隊を有していた。
マールワー地方は、ガンガー中流域と南インドおよびインド半島西海岸を結ぶ交通の要所にあたっていた。仏教をはじめとする北インド文化の南方への伝播の上で重要な役割を果たした。
プラーナ文献によると、最初の王朝はハイハヤ族であり、ナルマダー川一帯のナーガ族を征服してその支配者となったという。文献によってはアヴァンティとマーヒシュマティーに分けて考えられることもある。
仏陀の時代にプラディヨータ王のもとで強大となり、マガダ国に対抗した。一時はマガダ国への侵攻を試みるほどであり、知らせを受けてアジャータシャトル王がラージャグリハの防備を固めたという。コーサラ国がマガダ国に、ヴァツサ国がアヴァンティ国に滅ぼされたのち、アヴァンティ国とマガダ国の二国が北インドの覇を競ったが、紀元前4世紀前半にマガダ国に滅ぼされた。